# حادثه شاهزاده ناگایا
حادثه شاهزاده ناگایا (به ژاپنی: 長屋王の変 ながやおうのへん). یک تحول سیاسی بود که در فوریه سال ششم دوره جینکی (۷۲۹ میلادی) در اوایل دوره نارا رخ داد. گفته می‌شود که این حادثه ای است که در آن خاندان فوجیوارا، شاهزاده ناگایا، یکی از مقام‌های بزرگ خاندان امپراتوری را از قدرت برکنار کردند. شاهزاده ناگایا، متهم به طراحی یک شورش شد، سربازان سلطنتی اقامتگاه او را محاصره کردند و از او بازجویی کردند که در نتیجه او خودکشی کرد.
در اوت همان سال، نام از دوره جینکی به دوره تنپیو تغییر یافت.

## بررسی اجمالی
در ۴ فوریه ۷۲۴، ولیعهد شو، که ۲۴ سال داشت، تاج و تخت را از امپراتریس گنشو که از سلطنت کنار رفته بود گرفت و بر تخت نشست و به امپراتور شومو تبدیل شد.
در همان زمان، شاهزاده امپراتوری ناگایا پس از به سلطنت رسیدن او به عنوان یک مقام رسمی منصوب شد و از رتبه دوم کوچک، وزیر راست به رتبه دوم ارشد، وزیر چپ ارتقا یافت. دو روز بعد، فرمان امپراتوری دستور داد که به مادر امپراتور، فوجیوارا نو میاکو دختر فوجیوارا نو فوهیتو، همسر امپراتور مونمو، لقب افتخاری «بانوی تاجدار» داده شود.
در پاسخ، شاهزاده ناگایا که به تازگی به عنوان وزیر چپ منصوب شده بودند، درخواست زیر را در ماه بعد مطرح کرد.
فرمان امپراتوری ۴ فوریه [تفسیر]، می‌گوید که مادر امپراتور خانم فوجیوارا باید «بانوی امپراتوری» نامیده شود، اما اگر وقت صرف کنید و به دستور رسمی با دقت نگاه کنید، متوجه می‌شوید که عنوان «بانوی تاجدار» (皇太夫人) به کار رفته است که این عنوان امپراتوری، شخصیت امپراتور را ضعیف خواهد کرد، و من فکر می‌کنم که این امر به نقض قوانین تبدیل خواهد شد. من نمی‌دانم چه تصمیمی بگیرم، بنابراین می‌خواهم دستورالعمل شما را بپرسم. هنگام خواندن آن، تصمیم گرفتم با رد فرمان قبلی امپراتوری، مادر ایشان را به عنوان اومی اویا "Omi oya" (جد بزرگ) بخوانم.
این واقعه، «حادثه شینشی» (辛巳事件 しんしじけん) ja:辛巳事件 نامیده شد و گمان می‌رود که از این پس شاهزاده ناگایا توسط امپراتور شومو و خاندان فوجی‌وارا به عنوان یک فرد نامطلوب دیده شد. پس از آن، چندین سال بدون حادثه گذشت، تا اینکه چوناگون (مشاور درجه دو) کوسه نو اوجیja:巨勢邑治 بر اثر بیماری درگذشت، آبه نو هیرونیوا، از بستگان فوجیوارا نو موچیمارو (دایی امپراتور)، به شورای سانگی (ژاپن) پیوست و اوتومو نو تابیتو، که طرفدار شاهزاده ناگایا بود، به همراه همسرش به عنوان فرماندار دازایفو، فوکوئوکا در کیوشو شد و از پایتخت به این منطقه منتقل شد. این انتصاب می‌تواند یک اقدام استراتژیک توسط چهار برادر فوجیوارا نو موچیمارو، فوجیوارا نو فوساساکی، فوجیوارا نو اوماکای و فوجیوارا نو مارو برای برکناری شاهزاده ناگایا، وزیر چپ در آن زمان از قدرت باشد.

## تولد و مرگ زودهنگام ولیعهد موتوکی
در سپتامبر ۷۲۷، امپراتریس کومیو، خواهر کوچکتر چهار برادر فوجیوارا و خاله و همسر امپراتور شومو، شاهزاده ای را در اقامتگاه پدرش وزیر بزرگ دولت، فوجیوارا نو فوهیتو به دنیا آورد. امپراتور بسیار خوشحال شد و یک هفته بعد اعلامیه ای به ملت صادر کرد و آنها را از هر مجازاتی کمتر از اعدام مبری کرد و به مقام‌های دولتی هدایایی از جمله یک تکه پارچه، دو تن پنبه و برنج برای هر یک فرزند آنها داد. یک ماه بعد، دایجوکان و هشت وزارتخانه تولد شاهزاده را جشن گرفتند، اسباب بازی‌هایی را برای شاهزاده تقدیم کردند و یک ضیافت بزرگ برگزار کردند. در همان روز، امپراتور فرمان امپراتوری صادر کرد و تصمیم گرفت شاهزاده تازه متولد شده را ولیعهد کند. روز بعد، راهب اعظم و ۹۰ راهب و راهبه، تولد شاهزاده را با برگزاری مراسم اطاعت جشن گرفتند. امپراتور شومو تمام تلاش خود را برای بازیابی فرزندش انجام داد، مانند برگزاری مراسم تطهیر در سراسر کشور، اما کیو زمانی که تنها یک سال داشت از دنیا رفت.
چند روز بعد او را در کوه ناتو در شمال کاخ هیجو به خاک سپردند. از آنجایی که ولیعهد کودک بود، مراسم تشییع جنازه معمولی برگزار نشد، اما مقام‌های دولتی و کسانی که به دربار امپراتوری خدمت می‌کردند و همچنین مردم منطقه کینای، سه روز لباس سفید عزا پوشیدند و فرمانداران ولایات کینای سه روز عزاداری کردند.
در حالی که امپراتور شومو غمگین بود، خاندان فوجیوارا از ترس از دست دادن قدرت خود، پیشنهاد کردند که امپراتریس کومیو ملکه شود (مقام ملکه را به عنوان همسر ارشد امپراتور در نظر بگیرید). در این زمان، شاهزاده ناگایا، وزیر چپ، یکی از اعضای جناح امپراتوری که مخالف خاندان فوجیوارا بود، مخالفت کرد و برنامه‌های خاندان فوجیوارا به بن‌بست رسید.
شایعاتی منتشر شد مبنی بر اینکه شاهزاده ناگایا شاهزاده شیرخوار را با استفاده از جادوی سیاه نفرین کرده است.

## حادثه
بر اساس توضیحاتی که در شوکو نیهونگی آمده است، این حادثه در فوریه ۷۲۹ رخ داد. این حادثه با این شایعه و اتهام آغاز شد که شاهزاده ناگایا مخفیانه در مسیر خلاف افتاده و سعی می‌کند کشور را به راه کج بکشاند. شوکو نیهونگی از کلمه «اتهام دروغین» استفاده می‌کند. دربار امپراتوری فرستادگانی را برای بازجویی به اقامتگاه شاهزاده ناگایا فرستاد. معلوم نیست در آن زمان چه نوع گفتگویی صورت گرفته است اما روز بعد از بازجویی شاهزاده ناگایا خودکشی کرد. همسر او شاهدخت کیبینای و فرزندانشان نیز به دنبال مرگ شوهر و پدرشان خودکشی کردند. این زوج در ایکوما-یاما به خاک سپرده شدند.
با اینکه چند نفر از بستگان او بودند که مدعی تاج و تخت بودند، اما برادران و خواهران شاهزاده ناگایا، دیگر زنان و فرزندان و سایر افراد وابسته به زودی بخشیده شدند و این حادثه به سرعت خاتمه پیدا کرد.